# Patti Deutsch
Pour les articles homonymes, voir Deutsch.
Patricia Deutsch, dite Patti Deutsch, est une actrice américaine née le 16 décembre 1943 à Pittsburgh (Pennsylvanie, États-Unis) et morte le 26 juillet 2017 à Los Angeles (Californie, États-Unis).

## Filmographie

### Télévision
- 1972 : The John Byner Comedy Hour (série télévisée)
- 1968 : Rowan & Martin's Laugh-In (série télévisée) : Regular Performer (1972-1973)
- 1973 : Big Daddy (TV)
- 1974 : Slither (TV) : Ruthie
- 1980 : Cri d'amour (A Cry for Love) (TV)
- 1981 : Les Schtroumpfs ("The Smurfs") (série télévisée) : Additional Voices (voix)
- 1992 : Des Souris à la Maison-Blanche (Capitol Critters) (série télévisée) : Trixie (voix)

### Cinéma
- 1983 : Mister Mom : Deli Girl
- 1990 : Jetsons: The Movie : Lucy 2 (voix)
- 1999 : Tarzan : Tantor's Mother (voix)
- 2000 : Petit pied VII (The Land Before Time VII: The Stone of Cold Fire) (vidéo) : Rainbow Face #2 (voix)
- 2000 : Kuzco, l'empereur mégalo (The Emperor's New Groove) : Waitress (voix)
- 2001 : Monstres et Cie (Monsters, Inc.) : Additional Voice (voix)
- 2005 : Kronk's New Groove (vidéo) : Waitress (voix)